# 和州 (河南省)
和州（わしゅう）は、中国にかつて存在した州。
南北朝時代、東魏により設置された北荊州を前身とする。北周により和州と改称された。584年（開皇4年）に伊川郡が切された伊州に移管されている。605年（大業元年）に廃止され、管轄県は洛州に移管された。

## 下部行政区画
- 伊川郡
  - 伏流県
  - 汝原県
  - 梁県
- 新城郡
  - 新城県
  - 北陸渾県
- 汝北郡 - 北斉により汝陰郡と改称され、北周により廃止され、管轄の汝原県・梁県は伊川郡に移管された
- 石台郡 - 『北周地理志』[要文献特定詳細情報]に記載されている